# Nesebur Gap
Nesebur Gap är ett bergspass i Antarktis. Det ligger i Sydshetlandsöarna. Argentina, Chile och Storbritannien gör anspråk på området. Nesebur Gap ligger 550 meter över havet.
Terrängen runt Nesebur Gap är kuperad åt nordväst, men åt sydost är den bergig.